# Melissa Villaseñor

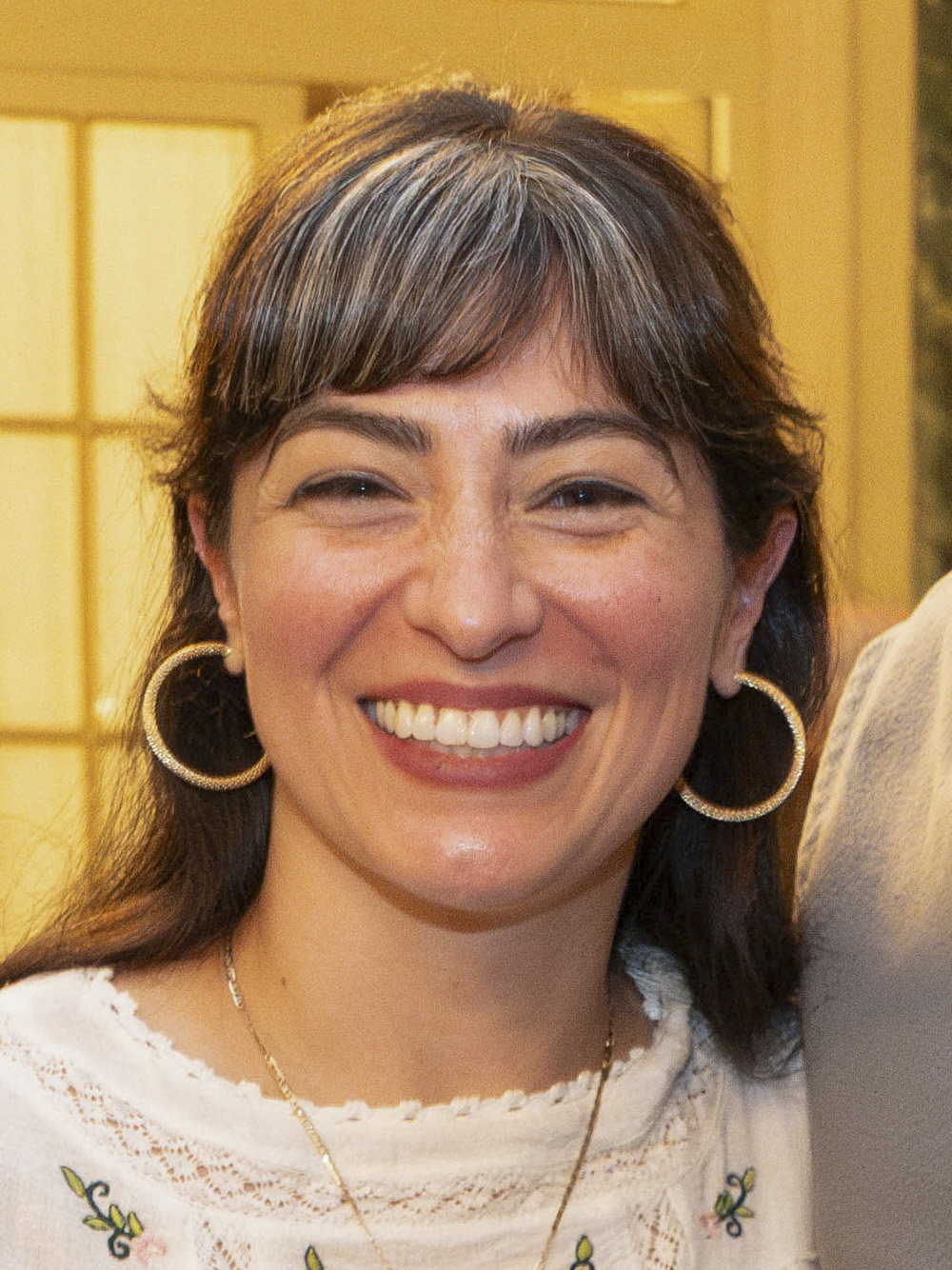
Melissa Villaseñor (2024)

Melissa Anne Villaseñor (* 9. Oktober 1987 in Whittier, Kalifornien) ist eine amerikanische Schauspielerin, Stand-up-Comedian und Imitatorin. Sie gehörte seit der 42. Staffel im Jahr 2016 zur Besetzung von Saturday Night Live. Sie verließ SNL nach sechs Jahren am Ende der 47. Staffel im Jahr 2022. Zu ihren weiteren Arbeiten gehören die Sprecherrollen in mehreren Episoden von OK K.O.! Let's Be Heroes und Adventure Time. Außerdem nahm sie bei der sechsten Staffel von America’s Got Talent teil.

## Karriere
Villaseñor war Halbfinalist in der sechsten Staffel von America’s Got Talent. Zuvor wurde sie für das „New Faces Lineup“ im Just for Laughs Montreal Comedy Festival 2010 ausgewählt. Sie übernahm Sprechrollen für die Zeichentrickserien Adventure Time, Family Guy und TripTank. Zuletzt erschien Villaseñor in der zweiten Staffel von HBO's Crashing.

### Saturday Night Live
Villaseñor wurde am 1. Oktober 2016 als „Featured Player“ vorgestellt, einer Episode der SNL neben Mikey Day und Alex Moffat. Ihr Debüt war eine Parodie von Sarah Silverman im Family Feud: Promi-Ausgabe-Sketch. Villaseñor ist das erste Latina-Besetzungsmitglied und die erste Latina, die zum Repertoire ernannt wurde. In der 44. Staffel wurde sie in die Stammbesetzung übernommen.
Sie hat zuvor für die Show 2009 vorgesprochen, als sie gerade 21 Jahre alt war. Sie hinterließ Eindruck, wurde aber in diesem Jahr nicht eingestellt. Stattdessen wurden Nasim Pedrad und Jenny Slate eingestellt.

## Persönliches Leben
Villaseñor wuchs in Whittier, Kalifornien, auf und besuchte die Ramona Convent Secondary School in Alhambra, Kalifornien. Sie ist mexikanischer Abstammung. Mit fünfzehn Jahren begann Villaseñor im Laugh Factory Comedy Camp in Hollywood, Kalifornien, mit dem Stand-up.

### Twitter-Kontroversen
Nachdem Villaseñor 2016 Mitglied der SNL wurde, löschte sie Tweets, die sie zuvor geschrieben hatte, die einige als rassistisch angesehen hatten. Die meisten der von den Medien veröffentlichten Tweets wurden in den Jahren 2010 und 2011 veröffentlicht. Villaseñor schrieb Tweets wie: „Eine rechthaberische schwarze Dame bei meinem Aushilfsjob sieht genau wie Steve Erkel [sic] aus. Hässlich.“ und „Ich hasse diese Mexikaner auf Rädern, sie haben etwas auf mein Auto geworfen. Die Welt braucht sie nicht.“ Die SNL und Villaseñor lehnten es ab, sich zum angeblichen Rassismus zu äußern.

## Filmografie
| Jahr         | Titel                                                                           | Rolle                                                                                            | Anmerkungen                                  |
| ------------ | ------------------------------------------------------------------------------- | ------------------------------------------------------------------------------------------------ | -------------------------------------------- |
| 2010         | The 41-Year-Old Virgin Who Knocked Up Sarah Marshall and Felt Superbad About It | Sara                                                                                             |                                              |
| 2011         | America's Got Talent                                                            | Sie selbst                                                                                       | Halbfinalistin                               |
| 2012         | Family Guy                                                                      | Nora Ephron (Stimme)                                                                             | Episode: „Tom Tucker: The Man and His Dream“ |
| 2012–2016    | Adventure Time                                                                  | Verschiedene Stimmen                                                                             | 11 Episoden                                  |
| 2014–2016    | TripTank                                                                        | Various (Stimme)                                                                                 | 4 Episoden                                   |
| 2015         | Pickle and Peanut                                                               | Darla (voice)                                                                                    | Episode: „Francine/Cell Phone Tree“          |
| 2015         | Impress Me                                                                      | Herself                                                                                          | 2 Episoden                                   |
| 2016         | Laid in America                                                                 | Ms. Hopkins                                                                                      |                                              |
| 2016         | Mary + Jane                                                                     | Erin                                                                                             | Episode: „420“                               |
| 2016         | First Impressions                                                               | Sie selbst                                                                                       | Episode: „Yvette Nicole Brown“               |
| 2016–present | Saturday Night Live                                                             | Sie selbst                                                                                       | 121 Episoden                                 |
| 2017         | Jeff & Some Aliens                                                              | Julie, Adele (Stimme)                                                                            | Episode: „Jeff & Some Preteen Girls“         |
| 2017         | F Is for Family                                                                 | Zusätzliche Stimmen                                                                              | 2 Episoden                                   |
| 2017–2019    | OK K.O.! Let's Be Heroes                                                        | Potato, Punching Judy, Drupe, Gertie, Ginger, Mega Football Baby, Shy Ninja, zusätzliche Stimmen | 13 Episoden                                  |
| 2017         | The David S. Pumpkins Animated Halloween Special                                | Zusätzliche Stimmen                                                                              | TV Special                                   |
| 2018         | Crashing                                                                        | Sich selbst                                                                                      | Episode: „NACA“                              |
| 2018         | Barry                                                                           | Kellnerin                                                                                        | Episode: „Chapter One: Make Your Mark“       |
| 2018         | Ralph Breaks the Internet                                                       | Taffyta Muttonfudge (Stimme)                                                                     | Ersetzt Mindy Kaling                         |
| 2019         | Toy Story 4                                                                     | Karen Beverly (Stimme)                                                                           |                                              |
| 2019         | Comedians in Cars Getting Coffee                                                | Sich selbst                                                                                      | Episode: „Melissa Villaseñor“                |
| 2020         | Hubie Halloween                                                                 | Karen                                                                                            |                                              |
| 2021–2022    | Disney Amphibia                                                                 | Bessie                                                                                           | 3 Episoden                                   |